# Мисс Вселенная 2020
Мисс Вселенная 2020 (англ. Miss Universe 2020) — 69-й международный конкурс красоты, место проведения «Seminole Hard Rock Hotel & Casino Hollywood», Холливуд, Флорида, США. Победительницей стала Андреа Меса, представительница Мексики.
Участницы из 74 стран и территорий приняли участие в конкурсе красоты. Ведущими вечера стали Марио Лопес и Оливия Калпо. Марио Лопес последний раз был ведущим в 2007 году, Оливия Калпо стала победительницей конкурса красоты в 2012 году. Паулина Вега и Деми-Лей Нель-Петерс выступили в качестве экспертов-аналитиков. Чесли Крист работала закулисным корреспондентом. В прошлом они были победительницами конкурсов красоты Мисс Вселенная 2014, Мисс Вселенная 2017 и Мисс США 2019 соответственно. Выступал пуэрто-риканский певец Луис Фонси.

## Закулисье

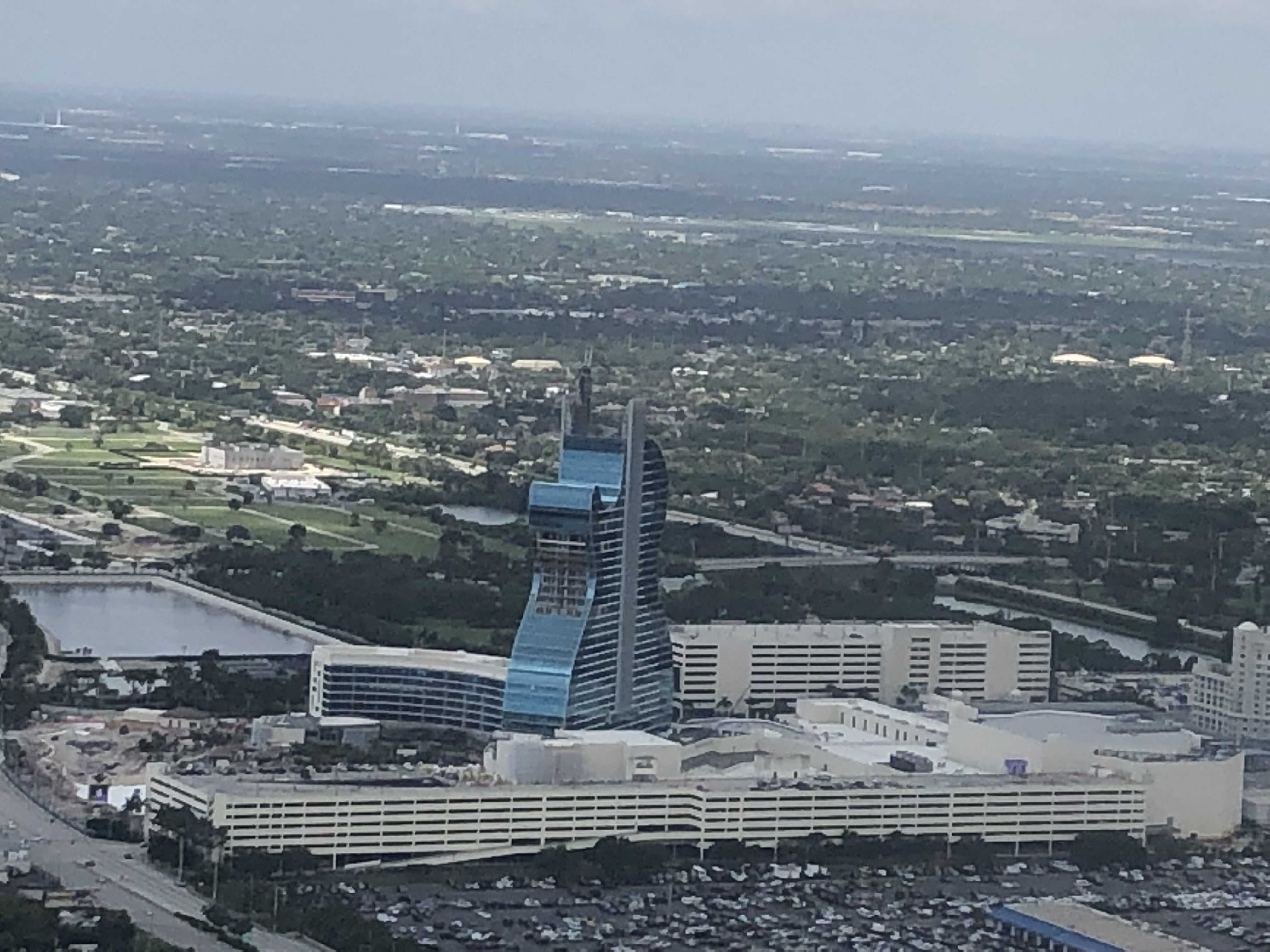
«Seminole Hard Rock Hotel & Casino» в Холливуд, Флорида, США, место проведения «Мисс Вселенная 2020».

### Локация и дата проведения конкурса
3 марта 2021 года, организаторы «Мисс Вселенная» анонсировали, что конкурс красоты состоится 16 мая 2021 года в «Seminole Hard Rock Hotel & Casino Hollywood», Холливуд, Флорида, США. Из-за пандемии COVID-19 конкурс был перенесён с осени/зимы 2020 года на весну 2021 года. Это третий раз в истории конкурса, когда мероприятие будет проводиться после окончания календарного года; предыдущие конкурсы — Мисс Вселенная 2014 и Мисс Вселенная 2016, когда оба конкурса были проведены в январе следующего года. Проведение конкурса 2020 года в мае 2021 года, делает его последним в истории конкурса

### Ведущие и исполнители
20 апреля 2021 года было подтверждено, что Марио Лопес и Оливия Кулпо будут ведущими вечера. Кулпо была победительницей Мисс Вселенная 2012, в то время, как Лопес последний раз выступал в качестве ведущего на Мисс Вселенная 2007. Впервые с конкурса Мисс Вселенная 2005, ведущим конкурса не был Стив Харви Паулина Вега и Деми-Лей Нель-Петерс будут выступать в качестве экспертов-аналитиков, а Чесли Крист будет работать закулисным корреспондентом. В прошлом, они были победительницами конкурсов красоты Мисс Вселенная 2014, Мисс Вселенная 2017 и Мисс США 2019 соответственно.
7 мая, американский рэпер и певец Pitbull был объявлен приглашённым гостем. Неделю спустя, Pitbull был заменён пуэрто-риканским певцом Луис Фонси.

### Отбор участников
Участницы из 74 стран и территорий были выбраны для участия в конкурсе. Семь конкурсанток были коронованы до пандемии COVID-19. Из-за пандемии национальные конкурсы были перенесены или полностью отменены, в результате чего, на конкурс были отправлены несколько участниц, которые были проведены ранее. Двадцать восемь участниц были выбраны местными организаторами, такие как Аргентина, Армения, Аруба, Багамские острова, Барбадос, Белиз, Бразилия, Американские Виргинские острова, Болгария, Камерун, Каймановы острова, Кюрасао, Чешская республика, Дания, Доминиканская республика, Гана, Республика Гаити, Гондурас, Казахстан, Корея, Лаос, Маврикий, Панама, Португалия, Пуэрто-Рико, Сингапур, Словакия и Украина.
Три участницы были заменены тремя другими участницами. Ожидалось, что Селин Ван Ойтсел победительница Мисс Бельгия 2020 будет представлять страну, но отказалась от участия в международных соревнованиях из-за распространения COVID-19 в США. Её заменила Дения Ковенс, ставшей Второй вице мисс Мисс Бельгия 2018 Амандин Пети, победительница национального конкурса красоты Мисс Франция 2021, была заменена на Клеманс Ботино, победительницу Мисс Франция 2020. Смена конкурсанток произошло из-за конфликта дат между «Мисс Вселенная 2021» и «Мисс Франция 2022» в декабре 2021 года. Пети должна была представлять Францию на конкурсе 2021 года, но как ожидается, она будет на «Мисс Франция 2022» и было решено отправить её на конкурс 2020 года, а Ботино на конкурс 2021 года. Магдалена Касиборска, победительница Мисс Польша 2019, от которой ожидалось участие в конкурсе, была вынуждена отказаться от участия из-за травмы межпозвоночной грыжи. Её заменила Наталья Пигула, Первая вице мисс «Мисс Польша 2019».
На конкурсе 2020 года дебютирует Камерун и вернутся Гана и Россия, которые не участвовали с 2018 года. Бангладеш планировал участие в конкурсе с участницей Тангиа Заман Метила, но участие в конкурсе было отменено из-за распространения COVID-19 в Бангладеш и были введены дополнительные ограничения на поездки
Помимо, Бангладеш, в конкурсе отказались от участия восемнадцать стран и территорий из-за эпидемиологической ситуации — Ангола, Египет, Экваториальная Гвинея, Грузия, Германия, Гуам, Кения, Литва, Монголия, Намибия, Новая Зеландия, Нигерия, Сент-Люсия, Сьерра-Леоне, Швеция, Танзания, Турция, Американские Виргинские Острова. Отказ Германии от участия стал первым случаем с 1952 года с момента своего дебюта.

## Результаты
| Итоговый результат  | Участница |
| ------------------- | --- |
| Мисс Вселенная 2020 | - Мексика — Андреа Меса |
| 1-я Вице мисс       | - Бразилия — Жулия Гама |
| 2-я Вице мисс       | - Перу — Яник Масета |
| 3-я Вице мисс       | - Индия — Адлин Кастелино |
| 4-я Вице мисс       | - Доминиканская Республика — Кимберли Хименес |
| Топ 10              | - Австралия — Мария Таттил - Коста-Рика — Ивонн Сердас - Ямайка — Микеал-Симон Уильямс - Пуэрто-Рико — Эстефания Сото - Таиланд — Аманда Обдам |
| Топ 21              | - Аргентина — Алина Лус Аксельрад - Колумбия — Лаура Оласкуага - Кюрасао — Шанталь Вирц - Франция — Амандин Пети - Великобритания — Жанетт Акуа - Индонезия — Аю Маулида - Мьянма — Тузар Винт Лвин - Никарагуа — Ана Марсело - Филиппины — Рабия Матео - США — Ася Бранч - Вьетнам — Нгуен Трён Хан Ван § |

§ – Победительница онлайн голосования

### Специальные награды
| Специальная награда        | Участница                                     |
| -------------------------- | --------------------------------------------- |
| Лучший национальный костюм | - Мьянма – Тузар Винт Лвин                    |
| Impact Award               | - Боливия – Ленка Немер                       |
| Награда за дух Карнивал    | - Доминиканская Республика – Кимберли Хименес |

### Порядок объявления
| 1. Колумбия 2. Перу 3. Австралия 4. Франция 5. Мьянма 6. Ямайка 7. Мексика 8. Доминиканская Республика 9. США 10. Индонезия 11. Аргентина 12. Индия 13. Кюрасао 14. Пуэрто-Рико 15. Филиппины 16. Бразилия 17. Великобритания 18. Никарагуа 19. Таиланд 20. Коста-Рика 21. Вьетнам | 1. Ямайка 2. Доминиканская Республика 3. Индия 4. Перу 5. Австралия 6. Пуэрто-Рико 7. Таиланд 8. Коста-Рика 9. Мексика 10. Бразилия | 1. Мексика 2. Индия 3. Бразилия 4. Доминиканская Республика 5. Перу |  |

## Конкурс красоты

### Формат
За два дня до финального конкурса, 74 конкурсантки участвовали в предварительном мероприятии, а именно выход в купальных костюмах, вечерних платьях и интервью за закрытыми дверями. По результатам предварительного конкурса и интервью за закрытыми дверями были определены 21 финалистка, к примеру на предыдущем конкурсе было всего 20 финалисток. Интернет голосование на конкурсе красоты было задействовано второй год подряд. В отличие от последних двух лет континентальные группы участниц были отменены. Топ 21 конкурсанток выходили в купальных костюмах, после чего были выбраны 10 участниц и топ 5. Пять участниц отвечали на вопросы. В финале, каждой участнице был задан определённый вопрос от случайного судьи, участнице попадалась случайная тема. После завершения этих раундов выступлений был объявлен победитель.

### Отборочная комиссия
Список судей был опубликован в социальной сети Twitter организаторами конкурса красоты 11 мая 2021 года Они будут судить как отборочный, так и финальный конкурс.
- Арден Чо — американская актриса, певица и модель
- Брук Махеалани Ли — победительница Мисс Вселенная 1997, американская актриса, телевизионная ведущая и модель
- Кристин Даффи[англ.] — американская бизнесвумен, президент «Carnival Cruise Line»
- Дипика Мутяла — американский предприниматель, бизнесвумен, основатель и руководитель «Live Tinted»
- Келти Найт[англ.] — канадская телевизионная личность, актриса и бывший профессиональный танцор
- SШерил Адкинс-Грин — американский исполнительный вице-президент/Директор по маркетингу «Mary Kay»
- Татьяна Ороско — колумбийский экономист «Universidad de los Andes»
- Сулейка Ривера — победительница Мисс Вселенная 2006, телевизионная ведущая, танцор, модель

## Участницы
Выбрано 74 участницы.
| Страна/Территория                   | Участница                    | Возраст | Родной город/регион |
| ----------------------------------- | ---------------------------- | ------- | ------------------- |
| Албания                             | Паула Мехметукай             | 22      | Тирана              |
| Аргентина                           | Алина Луз Аксельрад          | 22      | Кордова             |
| Армения                             | Моника Григорян              | 21      | Ереван              |
| Аруба                               | Хелен Эрнандес               | 20      | Ораньестад          |
| Австралия                           | Мария Таттил                 | 27      | Мельбурн            |
| Багамские Острова                   | Шаунта Миллер                | 27      | Лонг-Айленд         |
| Барбадос                            | Хиллари Энн Уильямс          | 24      | Крайст-Чёрч         |
| Бельгия                             | Селин Ван Ойцель             | 23      | Херенталс           |
| Белиз                               | Ирис Сальгуэро               | 24      | Сан-Педро           |
| Боливия                             | Ленка Немер                  | 23      | Ла-Пас              |
| Бразилия                            | Джулия Гама                  | 27      | Порту-Алегри        |
| Виргинские Острова (Великобритания) | Шабри Фретт                  | 24      | Тортола             |
| Камбоджа                            | Сарита Рет                   | 25      | Пномпень            |
| Камерун                             | Анжель Косинда               | 28      | Дуала               |
| Канада                              | Нова Стивенс                 | 27      | Ванкувер            |
| Острова Кайман                      | Мэрайя Тиббетс               | 26      | Бодден-таун         |
| Чили                                | Даниэла Николас              | 28      | Копьяпо             |
| Китай                               | Цзясинь Сунь                 | 21      | Пекин               |
| Колумбия                            | Лаура Оласкуага              | 25      | Картахена           |
| Коста-Рика                          | Ивонн Сердас                 | 27      | Сан-Хосе            |
| Хорватия                            | Мирна Наия Марич             | 22      | Задар               |
| Кюрасао                             | Шанталь Вьертц               | 21      | Виллемстад          |
| Чехия                               | Клара Ваврушкова             | 21      | Костелец-над-Орлици |
| Дания                               | Аманда Петри                 | 23      | Копенгаген          |
| Доминиканская Республика            | Кимберли Хименес             | 23      | Ла-Романа           |
| Эквадор                             | Лейла Эспиноза               | 24      | Кеведо              |
| Египет                              | Ая Абдельразик               | 24      | Каир                |
| Сальвадор                           | Ванесса Веласкес             | 24      | Сан-Сальвадор       |
| Финляндия                           | Вийви Альтонен               | 24      | Тампере             |
| Франция                             | Амандин Пети                 | 23      | Кан                 |
| Гана                                | Челси Тайуи                  | 25      | Кета                |
| Гаити                               | Иден Берандуив               | 24      | Аквин               |
| Великобритания                      | Жанетт Акуа                  | 27      | Лондон              |
| Гондурас                            | Сесилия Росселл              | 25      | Копан Руинас        |
| Исландия                            | Элизабет Хульда Сноррадоттир | 21      | Рейкьявик           |
| Индия                               | Адлин Кастелино              | 22      | Удипи               |
| Индонезия                           | Аю Маулида                   | 23      | Сурабая             |
| Ирландия                            | Надя Сэйерс                  | 26      | Белфаст             |
| Израиль                             | Техила Леви                  | 18      | Явне                |
| Италия                              | Вивиана Виццини              | 27      | Кальтаниссетта      |
| Ямайка                              | Микеал-Симон Уильямс         | 23      | Мона                |
| Япония                              | Аиша Харуми Тотиги           | 24      | Тиба                |
| Казахстан                           | Камилла Серикбай             | 18      | Кызылорда           |
| Косово                              | Блэрта Весели                | 23      | Гнилане             |
| Лаос                                | Кристина Ласасимма           | 28      | Вьентьян            |
| Малайзия                            | Франциска Джеймс             | 25      | Кучинг              |
| Мальта                              | Антея Заммит                 | 26      | Зеббудж             |
| Маврикий                            | Вандана Джита                | 28      | Флак                |
| Мексика                             | Андреа Меса                  | 26      | Чиуауа              |
| Мьянма                              | Тузар Винт Лвин              | 22      | Хакха               |
| Непал                               | Аншика Шарма                 | 23      | Джхапа              |
| Нидерланды                          | Дениз Спилман                | 23      | Гронинген           |
| Никарагуа                           | Ана Марсело                  | 24      | Эстели              |
| Норвегия                            | Суннива Фригстад             | 20      | Веннесла            |
| Панама                              | Кармен Харамильо             | 25      | Ла-Чоррера          |
| Парагвай                            | Ванесса Кастро               | 27      | Asunción            |
| Перу                                | Яник Масета                  | 26      | Лима                |
| Филиппины                           | Рабия Матео                  | 24      | Илоило              |
| Польша                              | Магдалена Касиборска         | 20      | Забже               |
| Португалия                          | Кристиана Сильва             | 19      | Порту               |
| Пуэрто-Рико                         | Эстефания Сото               | 27      | Сан-Себастьян       |
| Румыния                             | Бьянка Тирсин                | 22      | Арад                |
| Россия                              | Алина Санько                 | 22      | Азов                |
| Сингапур                            | Бернадетт Онг                | 26      | Тоа-Пайох           |
| Словакия                            | Наталия Гоштакова            | 23      | Bratislava          |
| ЮАР                                 | Наташа Жубер                 | 23      | Центурион           |
| Республика Корея                    | Парк Ха Ри                   | 24      | Инчхон              |
| Испания                             | Андреа Мартинес              | 27      | Леон                |
| Таиланд                             | Аманда Обдам                 | 27      | Пхукет              |
| Украина                             | Елизавета Ястремская         | 27      | Киев                |
| Уругвай                             | Лола де лос Сантос           | 23      | Пайсанду            |
| США                                 | Ася Бранч                    | 22      | Бунвилл             |
| Венесуэла                           | Мариангель Вилласмил         | 24      | Сьюдад-Охеда        |
| Вьетнам                             | Нгуен Трён Хан Ван           | 25      | Хошимин             |

### Заметки
1. ↑  На момент участия в конкурсе